# پارک ملی بویندی
پارک ملی بوندی (به لاتین: Bwindi Impenetrable National Park) یک پارک ملی و میراث جهانی یونسکو در اوگاندا است که در ناحیه کانونگو واقع شده‌است.